# Sebastiaan Swart
Sebastiaan Swart, född 17 mars 1983, är oceanograf och professor i oceanografi vid institutionen för marina vetenskaper vid Göteborgs universitet.   

## Biografi
Swart är uppvuxen i Sydafrika och studerade miljövetenskap och arkeologi, men efter att ha fått följa med på en forskningsresa i Södra ishavet blev han gripen skönheten och det annorlunda och okända i Södra ishavet och fortsatte att studera oceanografi.
Han disputerade 2009 på en avhandling om havsströmmar i Södra ishavet. Han har sedan fortsatt att vara aktiv inom detta område, bland annat som "invited member" (2012–2014) och senare "Co-chair" (2017–2020) inom SOOS - Southern Ocean Observing System, ett internationellt forskningssamarbete för att samla in och tillgängliggöra "essential observations on dynamics and change of Southern Ocean systems".
Han utnämndes 2015 till en Wallenberg Academy Fellow vilket förlängdes 2020 för ytterligare 5 år. Stödet från Knut och Alice Wallenbergs Stiftelse (KAW) avser ett projekt benämnt Reducing future global climate uncertainty: Regulation of the ocean’s heat and carbon by small-scale processes in the Antarctic sea-ice regions, och syftar till att kartlägga kol- och värmeutbytet i Södra ishavet, för att på så sätt bättre kunna förstå Södra ishavets roll för jordens klimat. I projektet används obemannade undervattensfarkoster för att samla nya oceanografiska data i Antarktis, även under havsisen, kombinerat med observationer från en ny ESA/NASA-satellit benämnd SWOT 2022.
Swarts vetenskapliga publicering har (2023) enligt Google Scholar drygt 2 800 citeringar och ett h-index på 30.